# Watzling

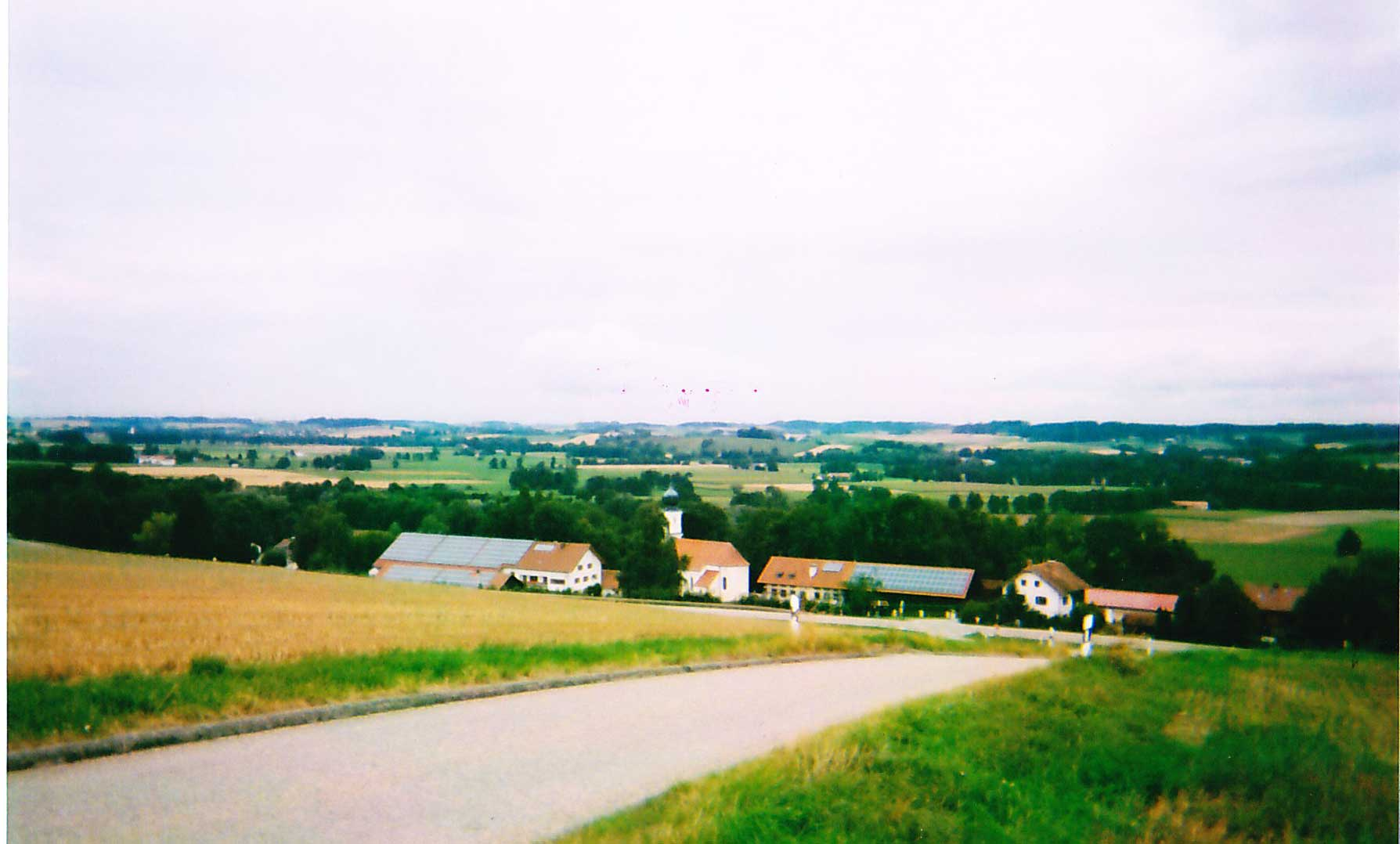
Watzling von Süden

Watzling ist ein Gemeindeteil mit etwa 50 Einwohnern der Stadt Dorfen im oberbayerischen Landkreis Erding, der etwa auf halber Strecke zwischen dieser Stadt und Lengdorf liegt.

## Geschichte
Das Kirchdorf war von 1818 bis zur Eingemeindung nach Dorfen am 1. Januar 1972 eine eigene Gemeinde. Obwohl Watzling im Isental liegt, lag dessen Gebiet hauptsächlich im unteren Lappachtal. Zur Gemeinde gehörten die Weiler Berg (früher mit dem Stammsitz der Edlen v. Lappach), Lindum, Vocking, Parschalling, Lappach, sowie elf weitere Ortsteile (davon fünf Weiler). Die Einwohnerzahl der Gemeinde lag zuletzt bei 370.
2001 gewannen die Watzlinger Bürger bei einem Rundfunkwettbewerb ein Bürgerhaus. Ein Watzlinger Bürger stellte seinen Grund für die Bebauung zur Verfügung. Das Bürgerhaus, in dem auch das Feuerwehrhaus untergebracht ist, wird von einem Verein verwaltet und für zahlreiche öffentliche, wie private Veranstaltungen genutzt.

## Sehenswürdigkeiten

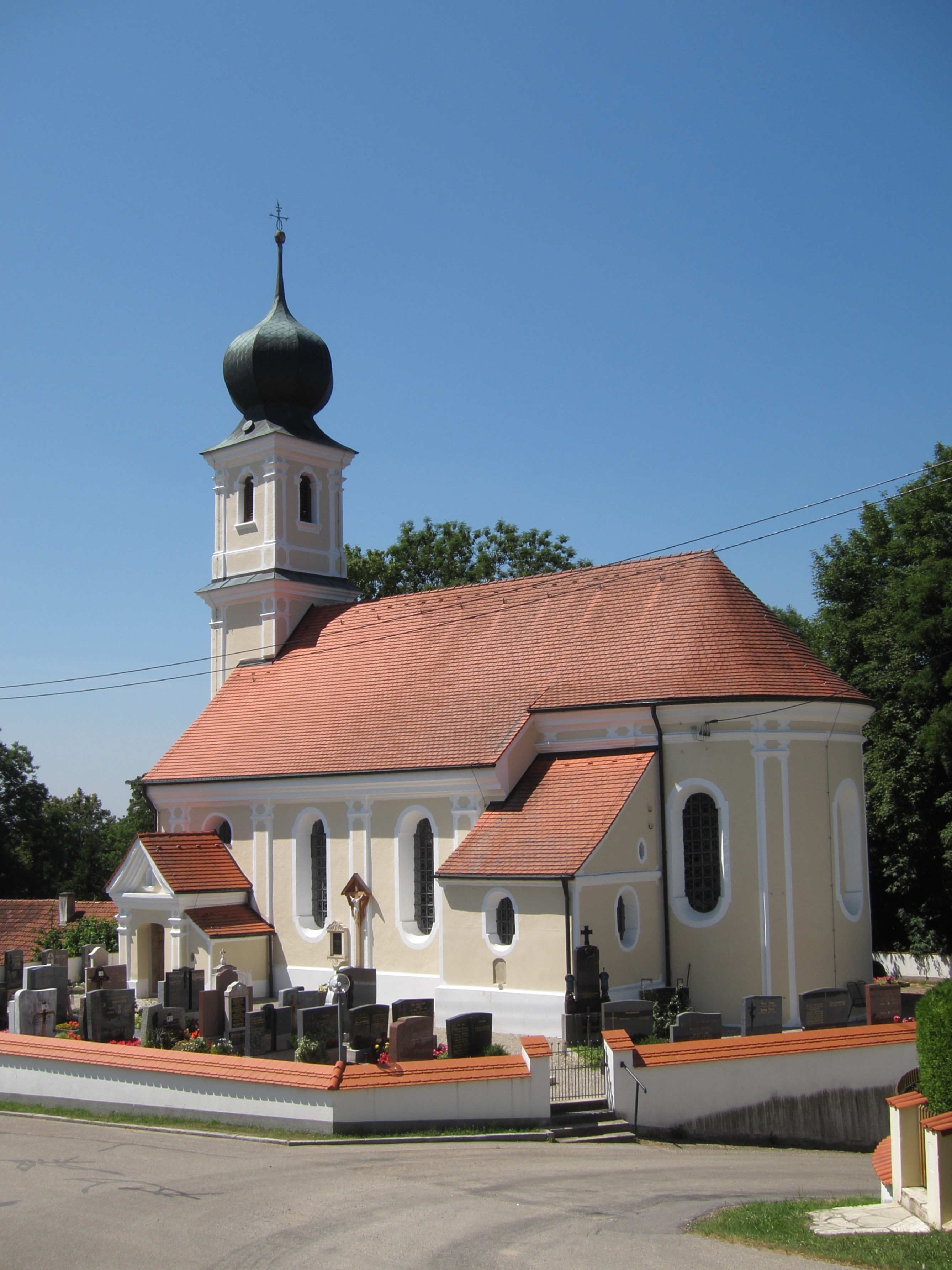
St. Nikolaus, Watzling

- Die Kuratiekirche St. Nikolaus, erbaut von Anton Kogler 1710–13, ist ein einfacher Spätbarockbau mit guter Altarausstattung von Matthias Fackler, im Portalbereich ist die Grabplatte des Edlen Ulrich Pfaffinger.